# NGC 6587
NGC 6587 (również PGC 61607 lub UGC 11166) – galaktyka eliptyczna (E/SB0), znajdująca się w gwiazdozbiorze Herkulesa. Odkrył ją Albert Marth 31 lipca 1864 roku.